# Enrique Beveraggi
Enrique Marcelo Beveraggi, alias Quique, (Bariloche, 13 de diciembre de 1930-Ciudad Autónoma de Buenos Aires, 16 de junio de 2015) fue un médico argentino que ocupó el cargo de Ministro de Salud y Bienestar Social de la Argentina, durante la presidencia de Raúl Alfonsín, en 1989.

## Biografía
Nació en Bariloche, en la provincia de Río Negro, pasó gran parte de su vida en Resistencia, Chaco. Su abuelo paterno vivió en Barranqueras, en aquella provincia cuando aún era territorio nacional, donde trabajó en el ferrocarril francés de la ciudad.
Realizó sus estudios primarios en la escuela Benjamín Zorrila de Paraná, provincia de Entre Ríos y la Secundaria en el Colegio Nacional José María Paz de Resistencia. Se recibió de médico cirujano en la Universidad de Buenos Aires (UBA). Llegó a afirmar, que durante sus estudios "la obligación de aprobar todas las materias en diciembre para poder pasar en familia la mayor parte del tiempo de las vacaciones de verano [en Resistencia]". Ejerció la profesión en el Hospital Italiano de Buenos Aires, a donde ingresó en 1955, llegando a ser decano de la Facultad de Medicina del Hospital Italiano.

[...] se fue haciendo cada vez más grande y estrecha por la llegada permanente de comprovincianos que acudieron al Hospital Italiano desde mi inicio profesional.
Beveraggi, en su autobiografía, sobre su relación con el Chaco.

Militante de la Unión Cívica Radical (UCR), el presidente Raúl Alfonsín, de quien era médico personal, lo nombró ministro de Salud de la Nación, en reemplazo de Ricardo Barrios Arrechea, cargo en el que permaneció hasta el fin de la presidencia de Alfonsín en 1989.
Falleció el 15 de junio de 2015 en la Ciudad Autónoma de Buenos Aires, Argentina.

## Homenajes
El Hospital Italiano de Buenos Aires lo nombró "Director Médico Honorario".
El 12 de diciembre de 2011, se inauguró una plazoleta en la Avenida Sarmiento al 1000 y 1050 en Resistencia, al que se le impuso, mediante la ordenanza municipal n.º 10202, el nombre de "Dr. Enrique Beveraggi".